# ساموئل وبر
ساموئل وبر (انگلیسی: Samuel Webber؛) (۱۷۵۹–۱۷ ژوئیه ۱۸۱۰) یک سیاست‌مدار، ریاضی‌دان و دانشگاهی اهل ایالات متحده آمریکا بود. وی از رؤسای دانشگاه هاروارد آمریکا بود.

## زندگی
وبر تحصیلات خود را در آکادمی فرمانداری ماساچوست و کالج هاروارد (کارشناسی هنر در سال ۱۷۸۴ و کارشناسی ارشد در سال ۱۷۸۷) پیگیری کرد. در هاروارد وی در مبحث ریاضیات شخصیت برجسته‌ای به حساب می‌آمد. وی عضو گروه هنری هستی پودینگ بود. وبر در سال ۱۷۸۷ ریاست کلیسای جماعت هاروارد را بر عهده گرفت. دو سال بعد وی ریاست صندوق پشتوانه مالی هولیز چایر را بر عهده گرفت. وظیفه این صندوق مالی پشتیبانی علمی کالج هاروارد بود. او در این پست با به خوبی انجام دادن وظایف خویش نظر همگان را جلب کرد. وی پس از معاهده پاریس و جدایی ایالات متحده آمریکا از انگلیس بیشتر به رسمیت شناخته می‌شد. در سال ۱۷۸۹ او به عنوان یک همکار در فرهنگستان هنر و علوم آمریکا انتخاب شد و همچنین مدتی هم در پست معاونت رئیس فرهنگستان خدمت می‌کرد. او کتاب سیستم ریاضیات را تألیف کرد که به همین دلیل فقط چند سال در نیو انگلند در زمینه تألیف کتب درسی فعالیت می‌کرد.

## خانواده
وبر با آنا وینسلو گرین ازدواج کرد. او دختر ارشد دیوید متیوز (شهردار نیویورک و وفادار به حکومت انگلیس در طی انقلاب آمریکا) بود. فرزند وبر هم ساموئل نام داشت(۱۵ سپتامبر ۱۷۹۷ در کمبریج، ماساچوست-۵ دسامبر ۱۸۸۰ در چارلزتاون، نیوهمپشایر. فرزند وبر یک فیزیکدان، شیمیدان و یک نویسنده برجسته بود.

## آثار
- معرفی جدیداه مورس جغرافیدان برجسته آمریکایی، ۱۷۹۶
- سیستم ریاضیات (دو جلد)،۱۸۰۱
- ستایش رئیس ویلارد، ۱۸۰۴